# 최지훈 (축구 선수)
최지훈(1991년 5월 11일 ~ )는 대한민국의 축구 선수로, 포지션은 수비수이다.